# Тест Роршаха

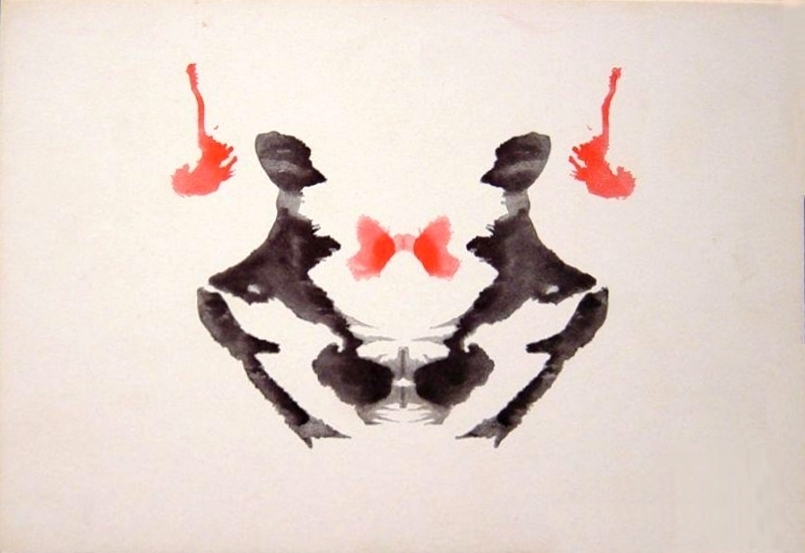
Одна з карток з плямами

Тест Ро́ршаха — психодіагностичний тест для дослідження особистості, створений 1921 року швейцарським психіатром і психологом Германом Роршахом (нім. Hermann Rorschach, [ˈʁoːɐ̯ʃax]). Відомий також під назвою «Пля́ми Ро́ршаха». Для використання на радянському просторі методику було перекладено та адаптовано у 70-х рр. ХХ століття Дукаревич М.З. та Савенком Ю.С.

## Історія методики
Це один з тестів, що застосовуються для дослідження особистості та її особистісних порушень. Випробовуваному пропонується дати інтерпретацію десяти симетричних відносно вертикальної осі чорнильних плям. Кожна така фігура служить стимулом для вільних асоціацій — випробовуваний повинен назвати будь-які слова, образи чи ідеї, що у нього виникають. Тест заснований на припущенні, згідно з яким те, що індивід «бачить» у плямі, визначається особливостями його власної особистості.
Тест розробив швейцарський психіатр Герман Роршах (1884–1922). Роршах виявив, що ті піддослідні, які бачать правильну симетричну фігуру в безформній чорнильній плямі, звичайно добре розуміють реальну ситуацію, здатні до самокритики і самоконтролю. Так що специфіка сприйняття вказує на особливості особистості індивіда.
Вивчаючи самовладання, що розуміється переважно як панування над емоціями, Роршах використовував чорнильні плями різних кольорів (червоного, пастельних відтінків) і різної насиченості сірого й чорного, щоб ввести фактори, які мають емоційний вплив. Взаємодія інтелектуального контролю і емоцій визначає те, що випробуваний бачить у плямі. Роршах виявив, що особи, різний емоційний стан яких був відомий з клінічних спостережень, дійсно по-різному реагують на кольори та відтінки.

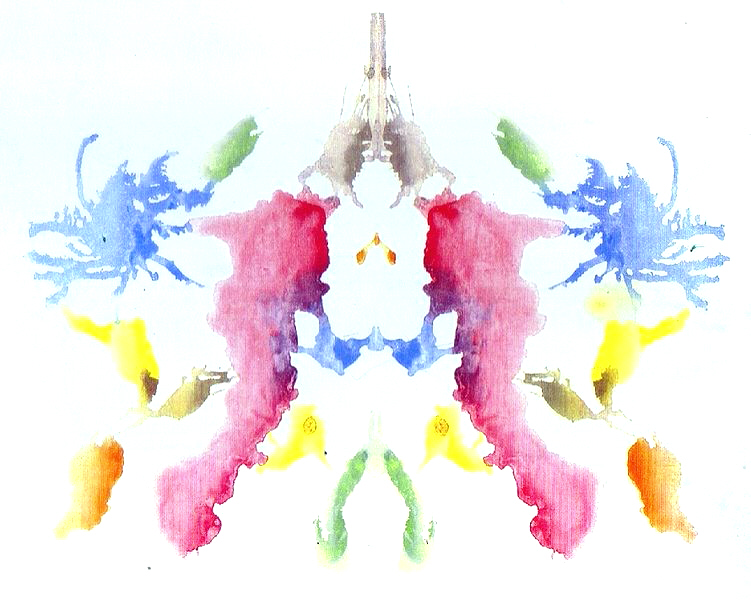
Різноколірна картка тесту Роршаха

Найбільш оригінальне і важливе відкриття Роршаха, що відноситься до психодинаміки, це нім. Bewegung, або відповідь, в якій використовується рух. Деякі випробовувані бачили в чорнильній плямі рухомі людські фігури. Роршах виявив, що серед здорових індивідів це найчастіше характерно для тих, кому властива багата уява, а серед осіб з психічними відхиленнями — для тих, хто схильний до нереалістичних фантазій. Зіставляючи зміст асоціацій-фантазій з тим, що вже було відомо про зміни особистості та мотиваційної сфери даного індивіда, Роршах прийшов до висновку, що ці асоціації еквівалентні змісту сновидінь. Таким чином, виявилося, що чорнильні плями здатні розкрити глибоко приховані бажання або страхи, що лежать в основі тривалих нерозв'язних особистісних конфліктів.
Значуща інформація про потреби особистості, про те, що робить людину щасливою чи сумною, що хвилює її, та що вона змушена придушувати і переводити у форму підсвідомих фантазій, може бути видобута зі змісту або «сюжету» асоціацій, що викликаються чорнильними плямами.
Після смерті Роршаха його роботу продовжили багато клінічних психологів та психіатрів. Тест отримав подальший розвиток як в теорії, так і на практиці. Валідність — адекватність та ефективність — тесту Роршаха досі остаточно не встановлена. Тим не менш він допомагає психологам і психіатрам отримати важливі дані для діагностики особистості та її порушень, які можуть бути клінічно перевірені.

## Структура проведення та інтерпретації результатів тесту
Стимульний матеріал до тесту складається з 10 стандартних таблиць з чорно-білими та кольоровими симетричними аморфними зображеннями.
Дослідник пропонує піддослідному подивитися на паперовий лист із чорнильною плямою неправильної форми і просить описати, що зображено на цьому «малюнку». Психодіагностика особистості проводиться за спеціальною методикою тлумачення.
Кожна відповідь формалізується за допомогою спеціально розробленої системи символів по таких п'яти рахункових категорій:

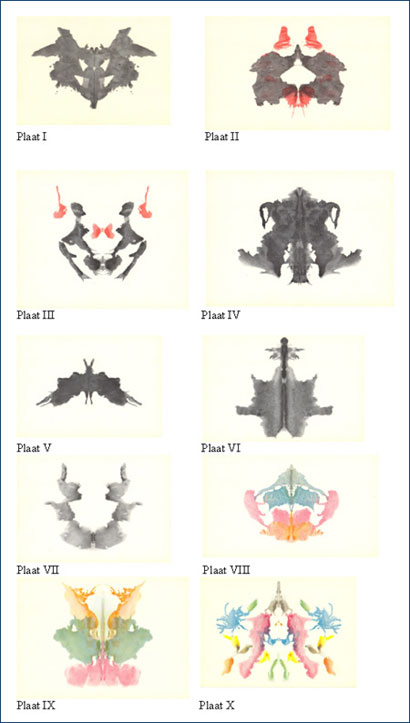
Картки з різними плямами з тесту Роршаха

1. Локалізація (вибір для відповіді всього зображення або його окремих деталей);
2. Детермінанти (для формування відповіді можуть бути використані форма зображення, колір, форма разом з кольором і т. д.);
3. Рівень форми (оцінка того, наскільки адекватно форма зображення відтворена у відповіді, при цьому як критерій використовуються інтерпретації, одержувані найчастіше);
4. Зміст (відповідь може стосуватися людей, тварин, неживих предметів і т. д.);
5. Оригінальність-популярність (оригінальними вважаються дуже рідкісні відповіді, а популярними ті, які зустрічаються не менш ніж у 30 % обстежуваних).

Зміст відповідей позначається такими символами:
- Н — людські фігури, цілі або майже цілі
- (Н) — людські фігури, позбавлені реальності, тобто представлені як малюнки, карикатури, скульптури, або як міфологічні істоти (чудовиська, відьми)
- (Hd) — частини людських фігур
- А — фігура іншої тварини, ціла або майже ціла
- (А) — міфологічна тварина, чудовисько, карикатура, малюнок тварини
- Ad — частини тварини, зазвичай голова чи лапи
- At — внутрішні органи людини (серце, печінка і т. д.)
- Sex — посилання на статеві органи чи на сексуальну діяльність або вказівки на таз або нижню частину тіла
- Obj — предмети, зроблені людьми
- Aobj — предмети, створені з тваринного матеріалу (шкура, хутро)
- Aat — внутрішні органи тварин
- Food — їжа, наприклад м'ясо, морозиво, яйця (фрукти й овочі відносяться до рослин)
- N — пейзажі, вид з повітря, захід Сонця
- Geo — карти, острови, затоки, річки
- Pl — рослини всіх видів, зокрема квіти, дерева, плоди, овочі й частини рослин
- Arch — архітектурні споруди: будинки, мости, церкви і т. д.
- Art — дитячий малюнок, акварель, де намальоване не має специфічного змісту; малюнок пейзажу буде N і т. д.
- Abs — абстрактні концепції: «влада», «сила», «любов» та ін.
- BL — кров
- Fi — вогонь
- Cl — хмари.

Рідкісніші види змісту позначаються цілими словами: Smoke, Mask, Emblem і т. д.
Приклад формату запису відповідей при тесті:
- Картка II, Верхня червона область — «Гвинтові сходи» (вказує на відтінки): D FK Arch 1.5
- Картка VII, «Різьблені бюсти жінок з пір'ям на голові, спрямовані вперед»: W Fc → М (Hd) 3.0
- Картка VII, Ліва середня область — «Придворний клоун. Він говорить щось смішне і зле»: D Fc Hd 3.0